# Bronett
Bronett är en svensk cirkusfamilj med anor från 1650-talet. Den  31 december 2013 var sju personer med namnet Bronett bosatta i Sverige. Följande artiklar behandlar medlemmar av familjen och deras verksamhet:
- François Bronett (1932–1994), cirkusdirektör
- Henry Bronett (född 1961), skådespelare, cirkusdirektör, författare och poet
- Robert Bronett (född 1964), TV-producent och cirkusdirektör

- Cirkus Scott
- Cirkusprinsessan (tävling)